# Riu Núria (vattendrag i Spanien, lat 42,39, long 2,15)
Riu Núria är ett vattendrag i Spanien.   Det ligger i provinsen Província de Girona och regionen Katalonien, i den nordöstra delen av landet, 500 km öster om huvudstaden Madrid. Riu Núria ligger vid sjön Llac de Núria.